# Camille Carlier
Pour les articles homonymes, voir Carlier.
Camille Marie Louise Carlier, épouse Vignal, née à Villemomble le 17 mai 1880 et morte à Paris 7e le 23 mars 1960, est une peintre française.

## Biographie
Élève de Pierre Vignal (qu'elle épousera), Glaize et François Thévenot, sociétaire perpétuelle de la Société des artistes français, elle obtient en 1905 une mention honorable au Salon des artistes français puis une médaille d'argent à celui de 1921. Membre de l'Union des femmes peintres et sculpteurs, elle expose au Salon de 1929 la toile Le lavoir. En secondes noces, elle épouse le peintre et illustrateur Eugène Pascau.

## Œuvres
- Sortie de messe à Camaret (1929, aquarelle)